# 凱風快晴
《凱風快晴》（日语：／ Gaifū kaisei）是葛飾北齋的名所繪《富嶽三十六景》之中的一幅，描繪的是富士山。

## 描述
凱風快晴的作畫視点是在甲斐国或者駿河国，和《山下白雨》一樣描繪的是日本的富士山，畫面最下方是富士山的樹海，背景是藍天白雲，富士山頂還有殘留的雪渓。而紅色的富士山頂也一樣引人注目。就紅色的富士山而言，它可能描繪的是夏季早晨的赤富士，但有研究表明沒有任何可靠信息能證明畫中的景象發生於早晨。

## 背景
「凱風」一詞取自《詩經》，意思是夏天吹拂的輕柔南風。在葛飾北齋之前，日本畫家野呂介石畫過一幅《紅玉芙蓉峰圖》，葛飾北齋的《凱風快晴》可能是受其影響。

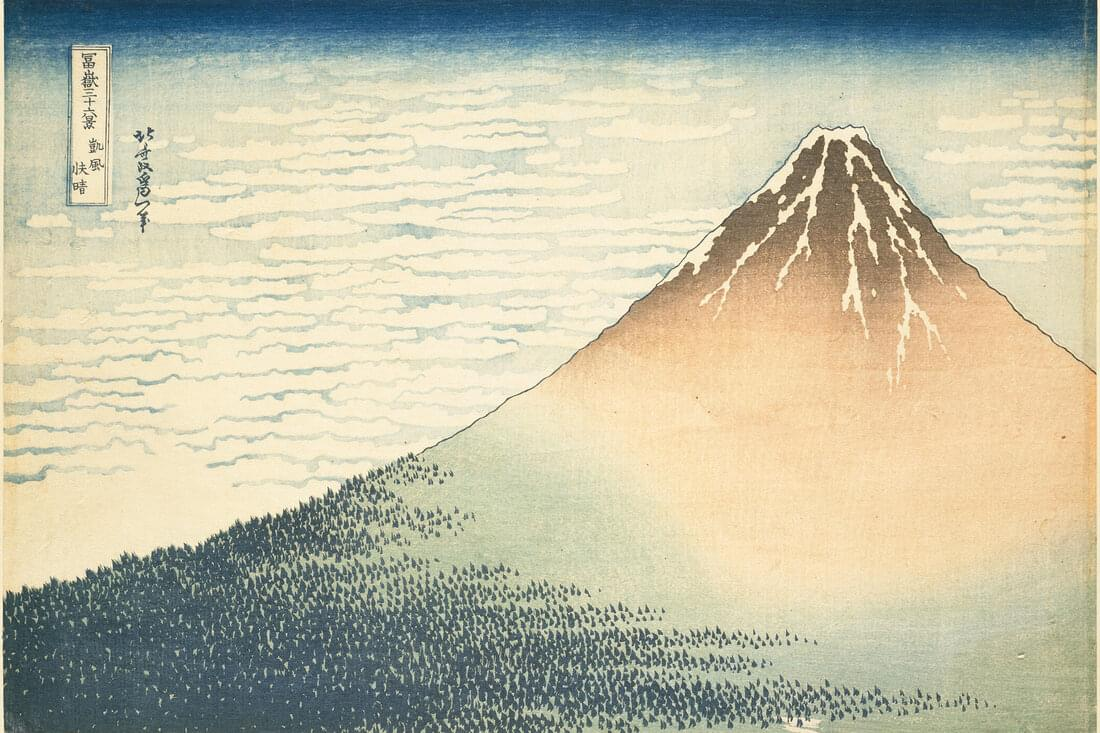
早期版本

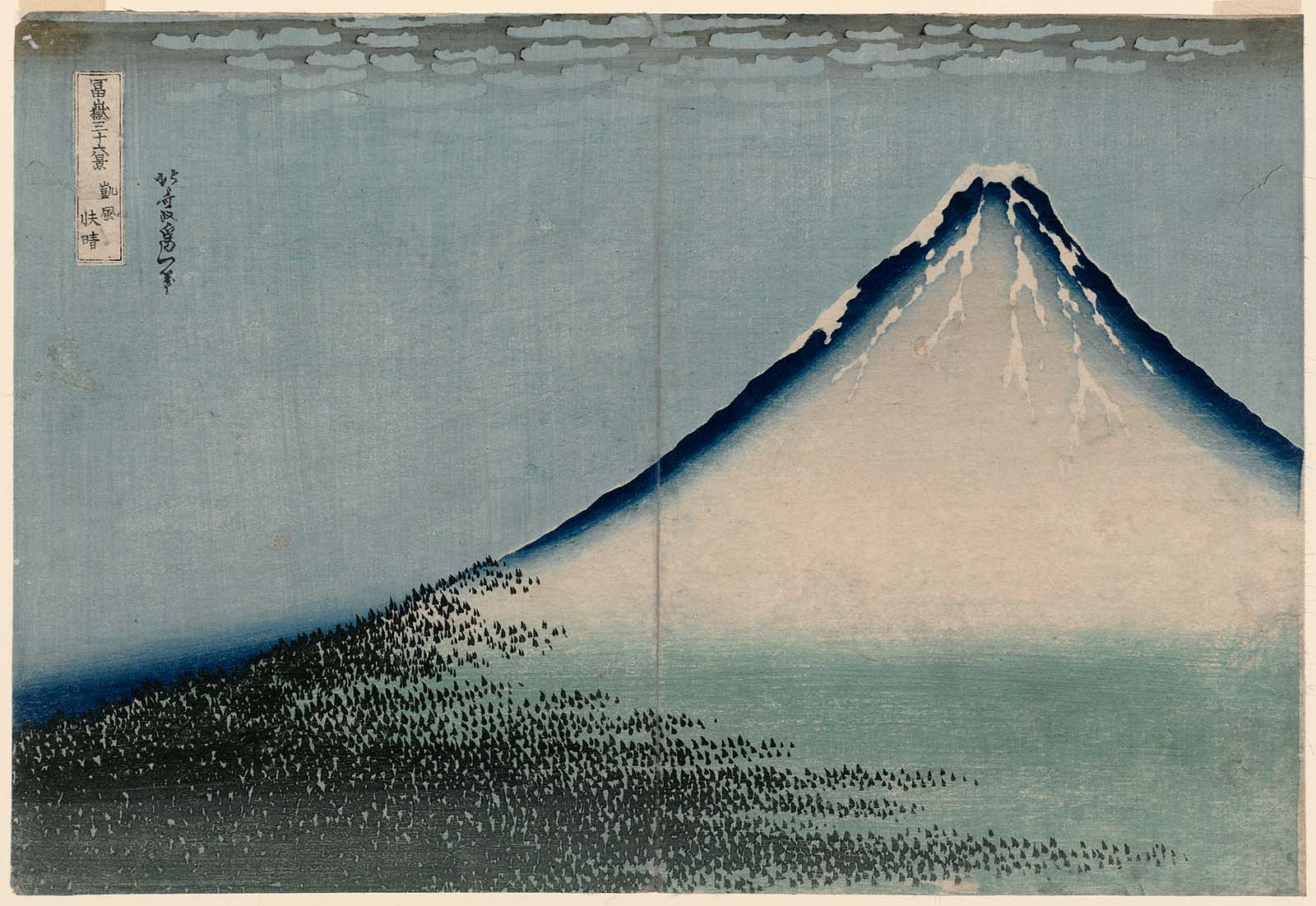
其他版本

《凱風快晴》其實還存在其他版本，最早的版本顏色較為暗淡。山頂也並不是紅色的。作為大批印刷的木版畫，大英博物館、大都會藝術博物館等世界各地的博物館都收藏有《凱風快晴》。

## 脚注
1. 1 2  狩野（1994）。
2. ↑  日野原（2015）。
3. ↑  Keyes, Roger S. . Impressions: 68–75. JSTOR 42598013.
4. ↑  . The British Museum.   [2012]. （原始内容存档于2018-01-16）.

## 擴展閱讀
- 樋口穣. . 研究論叢 (京都外国語大学). 2007, 69: 227–243.[永久]